# 무산중학교
무산중학교(茂山中學校)는 대한민국 경상북도 경주시 건천읍 천포리에 있는 사립 중학교이다.

## 학교 연혁
- 1951년 9월 22일 : 무산중학교 설립 인가, 손경발 이사장 취임, 초대 이상문 교장 취임
- 1954년 4월 25일 : 무산고등학교 설립인가
- 1965년 12월 31일 : 무산농업고등학교 인가
- 1974년 3월 1일 : 무산종합고등학교로 교명변경 승인
- 1980년 3월 1일 : 무산고등학교로 교명변경
- 1986년 4월 10일 : 백준기 이사장 취임, 학교법인 청구학원과 무산교육재단 합병인가
- 2003년 2월 20일 : 김지현 이사장 취임
- 2022년 2월 11일 : 중학교 제71회(22명)
- 2022년 2월 11일 : 고등학교 제54회 졸업(12명)
- 2022년 9월 1일 : 최용 교장 취임

## 참고 자료
- 무산중학교 - 한국교육학술정보원 학교알리미